# AKB48第17張單曲選拔總選舉「向母親發誓，這是真的」
AKB48第17張單曲選拔總選舉「向母親發誓，這是真的」（日語：AKB48 17thシングル選抜総選挙「母さんに誓って、ガチです」）是AKB48的第17張單曲的選拔成員選舉。這個選舉的首21名的成員可成為於2010年8月18日發售的《無限重播》選拔成員。

## 概要
在2010年3月25日，於橫濱體育館舉辦的演唱會「AKB48 希望滿席祭 贊否兩論」中，AKB48劇場經理戶賀崎智信宣佈舉行本次選拔總選舉。跟2009年舉行的AKB48第13張單曲選拔總選舉「向神發誓，動真格」同樣，會製作選舉海報，並在AKB48劇場大廳和走廊牆上等位置展示海報。政綱影片則在DMM.com和劇場公演結束後，以及《馬尾與髮圈》劇場盤握手會會場幕張展覽館播映。另外，在《日刊體育》中，由同年4月13日至6月8日期間，每日都以一名成員跟一名研究生或SKE48的非選拔成員的形式連載聲明。
投票期由5月25日凌晨0時開始，至6月8日下午3時結束，橫跨15日。開票環節則在6月9日於JCB HALL（今TOKYO DOME CITY HALL）進行，司儀是德光和夫和木佐彩子。當日先表演了當時最新單曲《馬尾與髮圈》、Team Dragon from AKB48的《心之羽根》和SKE48的《小木偶軍團》（ピノキオ軍），播放有關本次選舉的說明影片，然後介紹司儀，全部候選人（見下）進場，最後是公佈頭40名的結果。另外，本次選舉同時於日本多間電影院現場直播。
由於AKB48的知名度和人氣都比上年（2009年）大幅上升、大島優子成功阻止大熱門前田敦子2連霸並成為第一位、姊妹組合SKE48有成員進入媒體組等原因，本次選舉的結果於翌日以後被媒體大幅報導。

## 當選名額
首21位為選拔成員，其中首12位成員被稱為「媒體選拔」（メディア選抜），能優先參加電視節目和雜誌等的新曲宣傳。
Under Girls的名額由上屆選舉的9個增加至19個，由第22－40位的成員擔任。
第41位或以下的成員則稱為圈外，實際排名並不公開。

## 投票資格
符合以下條件者可以本次選舉中投票：
- 購買AKB48第16張單曲《馬尾與髮圈》的通常盤
- AKB48歌迷會「柱之會」会員
- AKB48官方手機網站「AKB48 Mobile」会員
- DMM.com「AKB48 Live!! ON DEMAND」每月會員
- SKE48官方手機網站「SKE48 Mobile」会員
  - 今屆開始「SKE48 Mobile」会員也有投票資格。

## 候選人
以下僅為舉行選舉時的團隊情況。

### AKB48
- Team A（16名）[7]
岩佐美咲、多田愛佳、大家志津香、片山陽加、倉持明日香、小嶋陽菜、指原莉乃、篠田麻里子、高城亞樹、高橋南、仲川遙香、中田千智、仲谷明香、前田敦子、前田亞美、松原夏海
- Team K（16名）
秋元才加、板野友美、內田真由美、梅田彩佳、大島優子、小野惠令奈、菊地彩香、田名部生来、中塚智實、仁藤萌乃、野中美鄉、藤江麗奈、松井咲子、峯岸南、宮澤佐江、米澤瑠美
- Team B（16名）
石田晴香、奥真奈美、河西智美、柏木由紀、北原里英、小林香菜、小森美果、佐藤亞美菜、佐藤堇、佐藤夏希、鈴木瑪莉亞、近野莉菜、平嶋夏海、增田有華、宮崎美穗、渡邊麻友
- 研究生（15名）
石黑貴己、植木あさ香、大場美奈、絹本桃子、佐野友里子、島崎遙香、島田晴香、高松恵專、竹内美宥、永尾瑪利亞、中村麻里子、藤本紗羅、森杏奈、山內鈴蘭、橫山由依

### SKE48
- Team S（13名）
大矢真那、小野晴香、木下有希子、桑原みずき、須田亞香里、高田志織、出口陽、中西優香、平田璃香子、平松可奈子、松井珠理奈、松井玲奈、矢神久美
- Team KII（16名）
赤枝里里奈、井口栞里、石田安奈、内山命、小木曾汐莉、加藤智子、鬼頭桃菜、斉藤真木子、佐藤聖羅、佐藤實繪子、高柳明音、古川愛李、松本梨奈、向田茉夏、山田澪花、若林倫香
- 研究生（12名）
阿比留李帆、磯原杏華、今出舞、上野圭澄、加藤るみ、木崎ゆりあ、後藤理沙子、秦佐和子、松村香織、間野春香、矢方美紀、山田惠里伽

## 結果
除了在6月9日舉行的開票環節外，還會在速報和中間發報兩個環節中公開暫時的投票結果。速報和中間發報分別在5月26日（投票期第2日）和6月2日（投票期第9日）於AKB48劇場和AKB48官方部落格等公佈。
| 排名                   | 成員名稱   | 所屬隊伍   | 速報             | 中間發報         | 最終票數 | 上屆排名 |
| ---------------------- | ---------- | ---------- | ---------------- | ---------------- | -------- | -------- |
| 1                      | 大島優子   | Team K     | 6317票（第2名）  | 19465票（第2名） | 31448票  | 第2名    |
| 2                      | 前田敦子   | Team A     | 6846票（第1名）  | 20966票（第1名） | 30851票  | 第1名    |
| 3                      | 篠田麻里子 | Team A     | 3765票（第5名）  | 13289票（第4名） | 23139票  | 第3名    |
| 4                      | 板野友美   | Team K     | 3802票（第4名）  | 13474票（第3名） | 20513票  | 第7名    |
| 5                      | 渡邊麻友   | Team B     | 4072票（第3名）  | 12307票（第5名） | 20088票  | 第4名    |
| 6                      | 高橋みなみ | Team A     | 3319票（第6名）  | 9983票（第6名）  | 17787票  | 第5名    |
| 7                      | 小嶋陽菜   | Team A     | 2506票（第10名） | 9252票（第7名）  | 16231票  | 第6名    |
| 8                      | 柏木由紀   | Team B     | 2985票（第7名）  | 8709票（第8名）  | 15466票  | 第9名    |
| 9                      | 宮澤佐江   | Team K     | 2616票（第9名）  | 7683票（第9名）  | 12560票  | 第14名   |
| 10                     | 松井珠理奈 | Team S     | 1199票（第18名） | 4091票（第15名） | 12168票  | 第19名   |
| 11                     | 松井玲奈   | Team S     | 2673票（第8名）  | 6419票（第10名） | 12082票  | 第29名   |
| 12                     | 河西智美   | Team B     | 1422票（第13名） | 4532票（第13名） | 11080票  | 第10名   |
| 到目前為止是媒體組選拔 |            |            |                  |                  |          |          |
| 13                     | 高城亞樹   | Team A     | 2252票（第11名） | 6357票（第11名） | 11062票  | 第23名   |
| 14                     | 峯岸みなみ | Team K     | 1345票（第15名） | 4091票（第15名） | 9692票   | 第16名   |
| 15                     | 小野惠令奈 | Team K     | 1558票（第12名） | 4766票（第12名） | 9468票   | 第11名   |
| 16                     | 北原里英   | Team B     | 1379票（第14名） | 4414票（第14名） | 8836票   | 第13名   |
| 17                     | 秋元才加   | Team K     | 718票（第21名）  | 2621票（第21名） | 8049票   | 第12名   |
| 18                     | 佐藤亞美菜 | Team B     | 1275票（第16名） | 3227票（第19名） | 6921票   | 第8名    |
| 19                     | 指原莉乃   | Team A     | 1224票（第17名） | 3357票（第18名） | 6704票   | 第27名   |
| 20                     | 仲川遙香   | Team A     | 977票（第19名）  | 2726票（第20名） | 6567票   | 圈外     |
| 21                     | 宮崎美穗   | Team B     | 961票（第20名）  | 3369票（第17名） | 6371票   | 第18名   |
| 到這裡是選拔組         |            |            |                  |                  |          |          |
| 以下是Under Girls      |            |            |                  |                  |          |          |
| 22                     | 多田愛佳   | Team A     | 718票（第21名）  | 2332票（第22名） | 6145票   | 第20名   |
| 23                     | 倉持明日香 | Team A     | 704票（第23名）  | 2278票（第23名） | 5355票   | 第21名   |
| 24                     | 大矢真那   | Team S     | 301票（第32名）  | 1217票（第27名） | 4634票   | 圈外     |
| 25                     | 增田有華   | Team B     | 653票（第24名）  | 1644票（第24名） | 4137票   | 第25名   |
| 26                     | 平嶋夏海   | Team B     | 602票（第25名）  | 1633票（第25名） | 4106票   | 第26名   |
| 27                     | 石田晴香   | Team B     | 285票（第34名）  | 892票（第31名）  | 3235票   | 圈外     |
| 28                     | 島崎遙香   | Team研究生 | 圈外（-）        | 835票（第35名）  | 3076票   | 未加入   |
| 29                     | 仁藤萌乃   | Team K     | 355票（第28名）  | 1050票（第28名） | 2693票   | 圈外     |
| 30                     | 小森美果   | Team B     | 487票（第26名）  | 1430票（第26名） | 2613票   | 圈外     |
| 31                     | 佐藤すみれ | Team B     | 344票（第30名）  | 869票（第33名）  | 2591票   | 圈外     |
| 32                     | 梅田彩佳   | Team K     | 276票（第35名）  | 903票（第29名）  | 2499票   | 圈外     |
| 33                     | 藤江れいな | Team K     | 352票（第29名）  | 880票（第32名）  | 2460票   | 圈外     |
| 34                     | 米澤瑠美   | Team K     | 208票（第40名）  | 646票（第38名）  | 2171票   | 第22名   |
| 35                     | 高柳明音   | Team KII   | 231票（第38名）  | 568票（第40名）  | 2030票   | 圈外     |
| 36                     | 山內鈴蘭   | Team研究生 | 249票（第37名）  | 838票（第34名）  | 1945票   | 未加入   |
| 37                     | 片山陽加   | Team A     | 259票（第36名）  | 736票（第36名）  | 1935票   | 第28名   |
| 38                     | 矢神久美   | Team S     | 291票（第33名）  | 897票（第30名）  | 1909票   | 圈外     |
| 39                     | 松原夏海   | Team A     | 圈外（-）        | 圈外（-）        | 1854票   | 第30名   |
| 40                     | 石黑貴己   | Team研究生 | 圈外（-）        | 682票（第37名）  | 1603票   | 未加入   |

- 第40名石黑貴己在之後舉行的「AKB48第四次Team研究生選拔」中落選，所以不再是AKB48的成員，導致Under Girl中有位置空缺出來，但並沒有由第41名補上空位。[12]
- 部份成員在速報的時候超過上次的最終得票數，總投票數亦飛躍地増加。

### 其他
部份成員在速報或中間發報名於40名以內，但最終仍未能入圍。
- 菊地彩香（菊地あやか）：速報第27名（357票）、中間發報第39名（641票）
- 石田安奈：速報第31名（338票）
- 大場美奈：速報第39名（214票）
- 前田亞美：中間第40名（568票）

## 書籍
- AKB48總選舉官方指南（2010年5月12日，講談社） ISBN 978-4-06-379454-0

## DVD
- AKB48 DVD MAGAZINE Vol.4《AKB48第17張單曲選拔總選舉「向母親發誓，這是真的」》（2010年9月4日，AKS AKB-D2060）

## 備注
1. ↑  （日語）. AKB48官方部落格. AKB48. 2010-04-12  [2012-04-21]. （原始内容存档于2010-04-15）.
2. ↑  （日語）. AKB48官方部落格. AKB48. 2010-04-13  [2012-04-14]. （原始内容存档于2010-04-16）.
3. 1 2  （日語）. Oricon. 2010-06-02  [2012-04-21]. （原始内容存档于2012-01-05）.
4. ↑  （日語）. Oricon. 2010-06-09  [2012-04-21]. （原始内容存档于2012-04-09）.
5. ↑  （日語）. Oricon. 2010-06-15  [2012-04-14]. （原始内容存档于2012-05-28）.
6. ↑  （日語）. Livespire.   [2012-04-14]. （原始内容存档于2012-06-20）.
7. ↑  新Team A在選舉舉行時尚未進行新公演，到2010年7月27日才正式進行活動。（參見Team A 6th Stage「目擊者」）
8. ↑  （日語）. Oricon. 2010-05-27  [2012-04-22]. （原始内容存档于2013-05-25）.
9. ↑  （日語）. AKB48官方部落格. AKB48. 2010-05-26  [2012-04-15]. （原始内容存档于2012-01-19）.
10. ↑  （日語）. AKB48官方部落格. AKB48. 2010-06-02  [2012-04-15]. （原始内容存档于2012-01-23）.
11. ↑  （日語）. AKB48官方部落格. AKB48. 2010-06-09  [2012-04-15]. （原始内容存档于2014-07-13）.
12. ↑  （日語）. AKB48官方部落格. AKB48. 2010-06-27  [2012-04-15]. （原始内容存档于2010-06-30）.